# Fraport
Fraport AG Frankfurt Airport Services Worldwide, comunemente nota come Fraport, è una società di trasporti tedesca che gestisce l'Aeroporto di Francoforte sul Meno, in Germania, e detiene partecipazioni nella gestione di numerosi altri aeroporti in tutto il mondo. In passato l'azienda gestiva anche il più piccolo aeroporto di Francoforte-Hahn situato a 130 chilometri a ovest della città. È quotata sia sull'indice Xetra che alla Borsa di Francoforte. L'attuale amministratore delegato della società è Stefan Schulte. Nel 2018 l'azienda aveva 21.961 dipendenti e un fatturato annuo di circa € 3,5 miliardi. Fraport è stata lo sponsor principale della squadra di calcio della Bundesliga Eintracht Francoforte dal 2002 al 2012.
Fraport è impegnata in operazioni di assistenza a terra sia negli aeroporti da essa gestiti che negli aeroporti gestiti da terzi, nei paesi in cui è avvenuta la liberalizzazione del settore. Fraport ha realizzato le infrastrutture per permettere le operazioni dell'Airbus A380 sia a Francoforte che all'Aeroporto Internazionale Indira Gandhi di Delhi, in India.

## Storia
Quando l'Aeroporto di Francoforte-Rebstock raggiunse i limiti di capacità, negli anni '30, nel 1936 nei boschi attorno a Francoforte sul Meno venne costruito l'Aeroporto del Reno-Meno. L'aeroporto fu quasi completamente distrutto durante la seconda guerra mondiale. Nel 1947 venne costituita una base aerea americana e poco dopo venne fondata la Verkehrsaktiengesellschaft Rhein-Main (VAG) che ampliò lo scalo realizzando un sistema di piste parallele.
Con il miracolo economico tedesco degli anni '50, la VAG cambiò nome in Frankfurt am Main AG, in breve FAG.
La costruzione della terza pista ad ovest dello scalo negli anni '70 e '80 ha portato a forti conflitti tra l'operatore aeroportuale e il movimento ambientalista.
Nel 1997, la FAG ha firmato un contratto con il governo filippino per la costruzione e la gestione del nuovo terminal 3 dell'Aeroporto Internazionale di Manila-Ninoy Aquino. L'accordo era di costruire il terminal insieme ad aziende locali e di gestirlo in esclusiva per 25 anni per un investimento di circa 350 milioni di euro. L'intero progetto è stato poi cancellato per motivi giudiziari, dove la stessa FAG fu accusata di corruzione.
Nel 2001, la società è stata parzialmente privatizzata e ribattezzata Fraport AG Frankfurt Airport Services Worldwide. Da dicembre 2012, la sede centrale è stata collocata in un nuovo edificio di 57 milioni di euro al Gate 3 dell'aeroporto di Francoforte.

## Attività
La compagnia ha interessi negli aeroporti di Adalia (51% dei diritti di voto) in Turchia, di Lima (70%) in Perù e negli aeroporti di Burgas e Varna (60% ciascuno) in Bulgaria. 
All'inizio del 2006, un consorzio nel quale Fraport detiene tuttora una quota del 10% si è aggiudicato l'appalto per la concessione a lungo termine nella gestione dell'Aeroporto Internazionale Indira Gandhi di Delhi, in India.
All'inizio del 2010, un consorzio nel quale Fraport partecipa con una quota del 35,5% ha vinto l'appalto per la concessione a lungo termine dell'Aeroporto Pulkovo di San Pietroburgo, in Russia.
Fraport detiene inoltre una partecipazione del 24,5% nell'aeroporto di Xi'an, in Cina, da settembre 2008.
Il 16 marzo 2015 Fraport ha acquisito il 100% della società che gestisce l'Aeroporto di Lubiana-Brnik.
A dicembre 2015, il Governo Tsipras II ha firmato con Fraport un accordo di privatizzazione degli aeroporti della Grecia. Fraport, insieme alla società energetica greca Copelouzos, si è aggiudicata un contratto di 1,2 miliardi di euro ottenendo la concessione e la gestione di 14 aeroporti regionali greci per un periodo di 40 anni.  Fraport ha quindi iniziato a gestire i 14 aeroporti dall'11 aprile 2017. Per ogni aeroporto Fraport ha presentato un piano di sviluppo, da attuare nel periodo di gestione dell'infrastruttura.

### Aeroporti in gestione
| Stato    | Aeroporto                                     | Quota nell'azienda di gestione                                           | Inizio gestione     |
| -------- | --------------------------------------------- | ------------------------------------------------------------------------ | ------------------- |
| Brasile  | Aeroporto di Fortaleza-Pinto Martins          | 100%                                                                     | Marzo 2017          |
| Brasile  | Aeroporto di Porto Alegre-Salgado Filho       | 100%                                                                     | Marzo 2017          |
| Bulgaria | Aeroporto di Burgas                           | 60%                                                                      | 2006                |
| Bulgaria | Aeroporto di Varna                            | 60%                                                                      | 2006                |
| Cina     | Aeroporto di Xi'an-Xianyang                   | 24,5%                                                                    | Settembre 2008      |
| Germania | Aeroporto di Francoforte sul Meno             |                                                                          | 1936                |
| Grecia   | Aeroporto di Atene-Eleftherios Venizelos      | minoranza                                                                | 2000                |
| Grecia   | Aeroporto Nazionale di Aktion                 | 100%                                                                     | 11 aprile 2017      |
| Grecia   | Aeroporto di Cefalonia                        | 100%                                                                     | 11 aprile 2017      |
| Grecia   | Aeroporto di La Canea-Suda                    | 100%                                                                     | 11 aprile 2017      |
| Grecia   | Aeroporto di Corfù-Giovanni Capodistria       | 100%                                                                     | 11 aprile 2017      |
| Grecia   | Aeroporto Internazionale di Kavala            | 100%                                                                     | 11 aprile 2017      |
| Grecia   | Aeroporto di Coo                              | 100%                                                                     | 11 aprile 2017      |
| Grecia   | Aeroporto Internazionale di Mitilene          | 100%                                                                     | 11 aprile 2017      |
| Grecia   | Aeroporto di Mykonos                          | 100%                                                                     | 11 aprile 2017      |
| Grecia   | Aeroporto di Rodi-Diagoras                    | 100%                                                                     | 11 aprile 2017      |
| Grecia   | Aeroporto Internazionale di Samos             | 100%                                                                     | 11 aprile 2017      |
| Grecia   | Aeroporto di Santorini                        | 100%                                                                     | 11 aprile 2017      |
| Grecia   | aeroporto di Skiathos                         | 100%                                                                     | 11 aprile 2017      |
| Grecia   | Aeroporto di Salonicco-Macedonia              | 100%                                                                     | 11 aprile 2017      |
| Grecia   | Aeroporto di Zante                            | 100%                                                                     | 11 aprile 2017      |
| India    | Aeroporto Internazionale di Delhi             | 10% dell'operazione a lungo termine come membro di un consorzio          | All'inizio del 2006 |
| Perù     | Aeroporto Internazionale di Lima-Jorge Chávez | 70%                                                                      |                     |
| Russia   | Aeroporto di San Pietroburgo-Pulkovo          | Consorzio con una quota Fraport del 35,5% per operazioni a lungo termine | All'inizio del 2010 |
| Slovenia | Aeroporto di Lubiana-Brnik                    | 100%                                                                     | 2015                |
| Turchia  | Aeroporto di Adalia                           | 51% dei diritti di voto                                                  |                     |

## Società controllate
Le partecipazioni di Fraport includono le seguenti società:
| Azienda                                                                   | Attività | Sede                 | Quota    |
| ------------------------------------------------------------------------- | --- | -------------------- | -------- |
| AirIT Services GmbH                                                       | Pianificazione e gestione dell'infrastruttura di informazione e comunicazione nell'aeroporto di Francoforte sul Meno | Lautzenhausen        | 100,0 %  |
| AirITSystems GmbH                                                         | Servizi IT nei settori della sicurezza, informazione e comunicazione, processi aziendali e SAP nonché soluzioni di collaborazione | Langenhagen          | 50,0 %   |
| Airmail Center Frankfurt GmbH (ACF)                                       | Centro di smistamento della posta aerea internazionale e nazionale dell'aeroporto di Francoforte | Francoforte sul Meno | 40,0 %   |
| Airport Assekuranz Vermittlungs-GmbH                                      | Assicurazione aeroportuale relativa alle attività di Fraport | Neu-Isenburg         | 100,0 %  |
| Airport Cater Service GmbH                                                | Gestione del servizio di ristorazione per i dipendenti dell'aeroporto di Francoforte sul Meno | Francoforte sul Meno | 100,0 %  |
| Airport Service Gesellschaft mbH (ASG)                                    | Pulizia e equipaggiamento degli aeromobili nonché attività di sbrinamento degli aeromobili | Francoforte sul Meno | 49,0 %   |
| Delhi International Airport Private Limited                               | Funzionamento, gestione e sviluppo dell'Aeroporto Internazionale di Delhi | Delhi                | 10,0 %   |
| FCS Frankfurt Cargo Services GmbH                                         | Gestione fisica e burocratica delle merci di importazione, di esportazione ed in transito presso l'Aeroporto di Francoforte e l'Aeroporto di Hahn | Francoforte sul Meno | 49,0 %   |
| Flughafen-Kanalreinigungsgesellschaft mbH (FKG)                           | Fornitura di servizi nel settore della pulizia di fognature e tubature all'interno degli ambienti gestiti dal gruppo Fraport | Kelsterbach          | 100,0 %  |
| FRA Vorfeldkontrolle GmbH                                                 | Controllo dell'aeromobile nelle fasi di terra, sia nelle aree di manovra che nelle aree di stazionamento nonché assegnazione e disposizione di queste ultime                                                                                               | Kelsterbach          | 100,0 %  |
| FraCareServices GmbH                                                      | Assistenza alle persone diversamente abili, assistenza ai minori in viaggio non accompagnati | Francoforte sul Meno | 51,0 %   |
| FraGround Fraport Ground Services GmbH                                    | Gestione del personale nel settore commerciale, gestione dei contratti a tempo determinato, reclutamento personale | Francoforte sul Meno | 100,0 %  |
| Frankfurt Airport Retail GmbH & Co. KG                                    | Gestione dei negozi duty-free e delle altre attività commerciali all'interno dell'Aeroporto di Francoforte | Francoforte sul Meno | 50,00 %  |
| Frankfurter Kanalreinigungsgesellschaft mbH (FKRG)                        | Fornitura di servizi nel settore della pulizia di fognature e tubature al di fuori del gruppo Fraport | Kelsterbach          | 100,00 % |
| Fraport Ausbau Süd GmbH                                                   | Progettazione e costruzione dell'estensione sud dell'Aeroporto di Francoforte | Francoforte sul Meno | 100,0 %  |
| Fraport Brasil S.A. Aeroporto de Fortaleza                                | Gestione, funzionamento ed espansione dell'Aeroporto di Fortaleza-Pinto Martins, in Brasile | Fortaleza            | 100,00 % |
| Fraport Brasil S.A. Aeroporto de Porto Alegre                             | Gestione, funzionamento ed espansione dell'Aeroporto di Porto Alegre-Salgado Filho, in Brasile | Porto Alegre         | 100,00 % |
| Fraport Casa GmbH                                                         | Acquisto e gestione di immobili residenziali nell'ambito del programma Fraport Casa | Neu-Isenburg         | 100,0 %  |
| Fraport TAV Antalya Airport Management Inc.                               | Gestione terminale dell'Aeroporto di Adalia, in Turchia | Adalia               | 51,0 %   |
| Fraport Immobilienservice und -entwicklungs GmbH & Co. KG                 | Sviluppo e commercializzazione del sito logistico di Mönchhof (nei comuni di Raunheim e Kelsterbach e di altre proprietà nell'Aeroporto di Francoforte | Francoforte sul Meno | 100,0 %  |
| Fraport New York, Inc                                                     | Gestione dei negozi duty-free presso l'Aeroporto Internazionale John F. Kennedy di New York | New York             | 100,0 %  |
| Fraport Passenger Services GmbH                                           | Gestione dei passeggeri di Condor Flugdienst presso l'Aeroporto di Francoforte | Francoforte sul Meno | 100,0 %  |
| Fraport Regional Airports of Greece Management Company S. A.              | Gestione e sviluppo di 14 aeroporti della Grecia | Atene                | 73,4 %   |
| Fraport Slovenija, d.o.o.                                                 | Gestione e sviluppo dell'Aeroporto di Lubiana-Brnik, in Slovenia | Lubiana              | 100,00 % |
| Fraport Twin Star Airport Management AD                                   | Gestione, ampliamento e sviluppo dell'aeroporto di Varna e dell'Aeroporto di Burgas, in Bulgaria | Varna                | 60,0 %   |
| Fraport USA (Airmall)                                                     | Gestione dei duty-free shop presso l'Aeroporto Internazionale di Baltimora-Washington (BWI), all'aeroporto internazionale di Boston Logan (BOS), all'aeroporto internazionale di Pittsburgh (PIT), all'aeroporto internazionale di Cleveland Hopkins (CLE) | Pittsburgh           | 100,0 %  |
| FraSec Fraport Security Services GmbH                                     | Gestione dei controlli di sicurezza e della sicurezza interna presso l'Aeroporto di Francoforte e l'Aeroporto di Stoccarda | Francoforte sul Meno | 100,0 %  |
| FSG Flughafen-Service GmbH                                                | Servizi di smaltimento rifiuti presso l'Aeroporto di Francoforte e l'area circostante | Francoforte sul Meno | 33,33 %  |
| GCS Gesellschaft für Cleaning Service mbH & Co. Airport Frankfurt/Main KG | Manutenzione e gestione di edifici, parcheggi, servizi igienici presso l'Aeroporto di Francoforte nonché eventuali operazioni di disinfestazione | Francoforte sul Meno | 100,0 %  |
| Lima Airport Partners S.R.L.                                              | Gestione dell'Aeroporto Internazionale Jorge Chávez di Lima, in Perù | Lima                 | 70,01 %  |
| Media Frankfurt GmbH                                                      | Gestione degli spazi pubblicitari all'Aeroporto di Francoforte | Francoforte sul Meno | 51,0 %   |
| Medical Airport Service GmbH                                              | Assistenza professionale alle imprese relativa alla sicurezza, consulenza in materia di merci pericolose, radioprotezione, sicurezza nei cantieri | Mörfelden-Walldorf   | 50,0 %   |
| N*ICE Aircraft Services & Support GmbH                                    | Sbrinamento degli aeromobili: consulenza e formazione del personale per l'attività antigelo | Francoforte sul Meno | 52,0 %   |
| Northern Capital Gateway LLC                                              | Gestione e costruzione di un nuovo terminal passeggeri nonché ammodernamento del terminal 1 dell'Aeroporto di San Pietroburgo-Pulkovo, in Russia | San Pietroburgo      | 25,0 %   |
| Operational services GmbH & Co. KG                                        | Servizi informatici di supporto operativo | Francoforte sul Meno | 50,0 %   |
| Perishable Center GmbH + Co. Betriebs KG                                  | Assistenza, commissionamento, controllo di qualità e altri servizi di trasporto all'interno del Perishable Center di Francoforte, terminal cargo specifico per le merci che necessitano temperature controllate                                            | Francoforte sul Meno | 10,0 %   |
| Shanghai Frankfurt Airport Consulting Service Co. Ltd.                    | Consulenza aeroportuale e formazione del personale per gli aeroporti in Cina | Shanghai             | 50,0 %   |
| Tradeport Hong Kong Ltd.                                                  | Servizi di logistica nel campo dei semiconduttori e dell'elettronica di aviazione | Hong Kong            | 18,75 %  |
| Xi'an Xianyang International Airport Co., Ltd.                            | Gestione e funzionamento delle infrastrutture presso l'Aeroporto di Xianyang di Xi'an, in Cina | Xianyang             | 24,5 %   |

### Partecipazioni precedenti
Alla società filippina Piatco, in cui Fraport aveva una partecipazione del 30%, era stata commissionata la costruzione e l'esercizio del terminal 3 dell'Aeroporto Internazionale Ninoy Aquino di Manila. Poco prima del completamento, il progetto venne espropriato alla Piatco da parte della Corte suprema delle Filippine nel 2003 per motivi di corruzione. Fraport nel 2011 richiese ad un tribunale filippino 175 milioni di dollari di compensazione. Nel febbraio 2015, l'ICSID stabilì che Fraport non aveva diritto a nessun risarcimento, poiché le leggi nazionali filippine erano state deliberatamente ignorate. Nel 2015 la corte suprema filippina decise che a Fraport spettavano 270 milioni di dollari di compensazione.
Il 1 ° gennaio 2009, Fraport ha trasferito la sua quota del 65% dell'Aeroporto di Francoforte-Hahn, situato a circa 100 chilometri da Francoforte sul Meno, nel land della Renania-Palatinato, per motivi economici. La cooperazione con l'aeroporto di Hahn è proseguita, tuttavia, poiché costituisce un'alternativa ai voli notturni, interdetti all'Aeroporto di Francoforte sul Meno.
Nell'agosto 2018, Fraport ha venduto la sua quota del 30% dell'aeroporto di Hannover a un investitore finanziario britannico.

## Sede
Lo statuto della società designa Francoforte sul Meno come sede legale della società. Le strutture di Fraport si trovano nei pressi dell'Aeroporto di Francoforte sul Meno, nel quartiere Flughafen.

## Azionisti
Gli azionisti di Fraport, che è per il 51,47% pubblica, al 14 agosto 2019, sono i seguenti:
| Quota (%) | Azionista                     |
| --------- | ----------------------------- |
| 31,31     | Land Assia                    |
| 20,16     | Città di Francoforte sul Meno |
| 8,44      | Lufthansa                     |
| 5,02      | Lazard                        |
| 35,07     | Flottante                     |

## Critiche
Fraport è attualmente oggetto di critiche soprattutto dai residenti nei pressi dell'Aeroporto di Francoforte sul Meno a causa dell'espansione dello scalo, oltre al rumore degli aeromobili e alle sostanze inquinanti prodotte da essi.
Nel febbraio 2017, il quotidiano Süddeutsche Zeitung ha denunciato l'esistenza di diverse società fantasma legate a Fraport registrate a Malta, pratica attuata per risparmiare sulle tasse tedesche.